# Tang Geer
Tengger ou Tang Ge'er ou Tengri (mongol bichig :  ᠲᠩᠷᠢ, cyrillique : Тэнгэр, chinois simplifié : 腾格尔 ; pinyin : ténggéěr) est un chanteur chinois de minorité mongole et originaire de Mongolie-Intérieure en République populaire de Chine. Il interprète des musiques traditionnelle et d'inspiration mongole, dans la pop chinoise. Il interprète ses chansons généralement en mandarin, ce qui lui a permis d'être connu nationalement, mais également en mongol
Il est reconnaissable à sa voie rauque et aiguë.
Il interprète la musique du film La Légende du scorpion noir (《夜宴》, yè yàn, 2006) de Feng Xiaogang avec Zhang Ziyi, Ge You, Xun Zhou et Daniel Wu.

## Sa muse
Au cours d' une émission télévisée, Tengger a déclaré que  Teresa Teng (chinois traditionnel : 鄧麗君 ; chinois simplifié : 邓丽君 ; pinyin : dèng lìjūn ; Wade : Teng Li-chun ; japonais : Teresa Ten (テレサ・テン)) une chanteuse taïwanaise très populaire en Orient (principalement Chine et Japon), aux États-Unis et en Europe, était pour lui, un modèle cohérent du monde qui définissait parfaitement sa représentation du monde, et sa manière de voir les choses. Teresa Ten était une source d'inspiration dans son interprétation de la musique populaire chinoise. Quand il était étudiant au Conservatoire de musique de Tianjin, les chansons d'amour et de nostalgie de Teresa chantées d'une voix douce et chaude, nuancée d'inflexions subtiles, le faisait rêver lui et toute une génération de jeunes chinois dont elle futit la muse.

## Carrière
Il a composé et chanté la chanson "Je suis un Mongol"  (蒙古人, měng gǔ rén), en 1986 qui l'a rendu célèbre. Depuis lors, il a écrit des chansons à thème pour un certain nombre de séries télévisées et de films. Tengger a donné un concert aux États-Unis le 14 septembre 2001, peu après les attentats du 11 septembre 2001 , au cours desquels il a dédié sa chanson "Heaven" aux victimes des attaques terroristes du 911. Il a interprété le thème de clôture des séries télévisées CCTV, Kangxi Dynasty et Amazing Detective Di Renjie .

## "Je suis un chanteur"
En 2018, Tengger a été l' un des sept chanteurs du premier tour de la sixième saison de Singer (émission de télévision) :" Je suis un chanteur " organisé par Hunan Satellite TV , . Il l' a fait à la finale et a terminé quatrième, derrière Wang Feng, Hua Chenyu et vainqueur Jessie J.

### Saison 6 (2018)
La saison a débuté le 12 janvier 2018, pour se conclure le 20 avril 2018. La chanteuse britannique Jessie J fut la première artiste internationale à participer au programme. Elle sera déclarée gagnante du programme.
| Nationalité | Artiste      | Occupation                                                                         | Arrivée              | Départ               | Statut    |
| ----------- | ------------ | ---------------------------------------------------------------------------------- | -------------------- | -------------------- | --------- |
| Royaume-Uni | Jessie J     | Chanteuse ayant été coach à The Voice UK et The Voice Australie                    | Semaine 1            | Semaine 14           | Vainqueur |
| Chine       | Hua Chenyu   | Chanteur ayant remporté Super Boy 2013                                             | Semaine 4            | Semaine 14           | Deuxième  |
| Chine       | Wang Feng    | Chanteur et rockeur ayant été coach a The Voice of China et conjoint de Zhang Ziyi | Semaine 1            | Semaine 14           | Troisième |
| Chine       | Tang Geer    | Chanteur                                                                           | Semaine 7            | Semaine 13           | Quatrième |
| Chine       | James Li     | Chanteur                                                                           | Semaine 3 Semaine 12 | Semaine 9 Semaine 13 | Cinquième |
| Taïwan      | Angela Chang | Chanteuse et actrice                                                               | Semaine 1            | Semaine 13           | Sixième   |
| Chine       | Henry Huo    | Chanteur, auteur-compositeur et acteur                                             | Semaine 8            | Semaine 13           | Septième  |
| Chine       | Yisa Yu      | Chanteuse                                                                          | Semaine 10           | Semaine 11           | Éliminée  |
| Philippines | KZ Tandingan | Chanteuse ayant remporté The X Factor Philippine 2012                              | Semaine 5            | Semaine 9            | Éliminée  |
| Chine       | Juno Su      | Chanteuse                                                                          | Semaine 2            | Semaine 6            | Éliminée  |
| Hong Kong   | Tien Chong   | Chanteuse                                                                          | Semaine 1            | Semaine 5            | Éliminée  |
| Taïwan      | Sam Lee      | Chanteur, auteur-compositeur et acteur                                             | Semaine 1            | Semaine 3            | Éliminé   |
| Chine       | Li Xiaodong  | Chanteur                                                                           | Semaine 1            | Semaine 2            | Éliminé   |
| Chine       | GAI          | Chanteur et rappeur                                                                | Semaine 1            | Semaine 2            | Abandon   |

## Discographie

### Albums
- 《八千里路云和月》
- 《草原情唱》
- 《出走》
- 《苦苦的思恋》
- 《蒙古语演唱专辑》
- 《梦随风飘》
- 《梦中戈壁》
- 《你和太阳一同升起》
- 《四十独白》
- 《月儿弯弯照九州》
- 《在银色的月光下》